# Consuelo Montagu
Consuelo Montagu, hertiginna av Manchester, född 1853, död 1909, var en amerikansk arvtagerska och brittisk societetskvinna. 
Hon var dotter till den kubanska plantageägaren Antonio Modesto Yznaga del Valle och amerikanskan Ellen Maria Clement. 
Hon gifte sig 1876 med George Montagu, 8:e hertig av Manchester. Hon tillhörde den kategori kvinnor som blev kända som "amerikanska arvtagerskor", kvinnor som i slutet av 1800-talet gifte in sig i den brittiska adeln, och var bland de första av dessa exempel.  
Hon var engagerad i välgörenhet, ansågs vara en skönhet och en modeförebild. Hon tillhörde cirkeln kring den senare Edvard VII och Alexandra av Danmark både under deras tid som kronprinspar och kungapar och var en centralfigur i den brittiska societeten. Som sådan nämns hon ofta i tidens skrifter, memoarer, dagböcker och artiklar. 
Consuelo Montagu utgjorde i egenskap av "amerikansk sydstatsskönhet som blev engelsk hertiginna" en intresseväckande figur under sin samtid och blev föremål för en del romantiserande och intresse inom litteratur och fiktion. Hon uppmärksammades bland annat av den kanadensiska författaren Marian Fowler, som skrev en omfattande biografi om henne i hennes egenskap av samtidsfenomen i sin bok från 1994 A Golden Cage.